# Montellà
|  | Aquest article tracta sobre una vila de la Cerdanya. Si cerqueu el llogaret del Conflent, vegeu «Montellà (Noedes)». |

Montellà o Montellà de Cadí, és una vila del municipi cerdà de Montellà i Martinet. El 2019 tenia 125 habitants censats. Actualment la xifra de persones que hi viuen tot l'any de forma estable supera per poc la setantena (72 a dia 7 de juliol de 2007). Pel que fa a les cases obertes durant tot l'any (tenint en compte també les dades del juliol de 2007) n'hi ha 29. Els patrons de la vila són sant Serni i sant Genís. Montellà es troba a una altitud de 1.153 metres sobre el nivell del mar. Celebra la seva festa major al voltant del 24 d'agost. A més, també celebra altres festes, com l'aplec de Santa Magdalena, recuperat fa uns anys pel Grup d'Amics de Montellà (GAM) després de molts anys sense celebrar-se; la Diada del G.A.M.; o la festa d'hivern (o festa petita). Al nucli de Montellà s'hi troba l'escola de Ridolaina. Això vol dir que a un municipi de tan sols 541 habitants, hi ha dues escoles (la de Montellà i la de Martinet).
Montellà era, històricament, el nucli important del municipi, ja que Martinet (com el seu nom indica) era tan sols una farga al costat del riu, a la vora del poblat de Tronxo. L'ajuntament va romandre a Montellà fins al segle passat. Aleshores, amb el creixement de Martinet gràcies a la seva situació (al costat de la carretera general que va cap a Andorra i la Seu per una banda, i cap a Barcelona i Puigcerdà per l'altra), l'ajuntament es va traslladar al poble veí, però el nom del municipi va continuar mantenint Montellà en primer terme.
Lloc d'interès: Església romànica de Sant Genís (segle xi).
Camins i recorreguts que podem fer des de Montellà: Camí vell a Martinet, Camí del Tossal, GR-150 (a Bastanist o Santa Eugènia), PR-124 (Pista a la Torre de Sant-Romà), les Eres i Ridolaina (enllaç amb la ruta dels Segadors), GR-150-1 (Comabona).